# بارازلو (كوهستان)
بارازلو (بالفارسية: بارازلو) هي قرية تقع في إيران في أذربيجان الشرقية. يقدر عدد سكانها بـ 660 نسمة .